# Moulin de Dobrilo Ivković à Malo Laole
Le moulin de Dobrilo Ivković à Malo Laole (en serbe cyrillique : Воденица Добрила Ивковића у Малом Лаолу ; en serbe latin : Vodenica Dobrila Ivkovića u Malom Laolu) est un moulin à eau situé à Malo Laole, dans la municipalité de Petrovac na Mlavi et dans le district de Braničevo, en Serbie. Il est inscrit sur la liste des monuments culturels protégés de la république de Serbie (identifiant no SK 827).

## Présentation
Le moulin est situé sur la rivière Mlava, un affluent du Danube, à la sortie du village de Malo Laole, sur la route de Veliko Laole. Il a été construit à la fin du XIXe siècle.
Son plan prend la forme de la lettre cyrillique « Г » et il mesure 12,46 m sur 7,46. L'espace intérieur est constitué du moulin proprement dit et d'une autre pièce édifiée en 1963. Les fondations du moulin sont en pierres concassées et celles de la pièce supplémentaire en béton ; dans le moulin, les murs sont construits selon la technique des colombages avec un remplissage de planches en chêne tandis que ceux de la nouvelle pièce sont en briques sans enduit ; le toit, de structure complexe, est recouvert de tuiles.
Dans le moulin se trouvent quatre meules disposant chacune de son propre mécanisme de broyage ; elles sont placées côte à côte jusqu'au mur sud du moulin.
Le moulin fait partie des bâtiments de ce genre de type « développé » car, à l'origine, il abritait six meules, ce qui en faisait l'un des plus grands moulins de la région. Aujourd'hui, il est recouvert de tuiles modernes et est en bon état.